# 의왕 청계사 목판
의왕 청계사 목판(義王 淸溪寺 木板)은 대한민국 경기도 의왕시, 청계사에 있는 조선시대의 목판이다. 1988년 12월 2일 경기도의 유형문화재 제135호로 지정되었다.

## 개요
경기도 의왕시 청계사에 있는 18종 466판의 목판이다.
광해군 14년(1622)에 새긴 묘법연화경을 비롯하여 인조 원년(1623)에 새긴 선요·도서·절요·서장 등 불교 교과목과『예수십왕생칠경』, 『오대진언』, 『법계성범수륙승회수재의궤』등의 불교의식에 관한 문헌이다. 이외에도 순조 31년(1831)에 새긴『천지팔양신주경판』과『몽산법어』, 『천자문』, 『계초심학인문 ·발심수행장』이 있다. 이들 모두 청계사에서 새긴 목판이다.

## 같이 보기
- 청계사

## 참고 자료
- 의왕 청계사 목판 - 국가유산청 국가유산포털